# Der Bär, der verlorenging
Der Bär, der verlorenging (englischer Originaltitel This Is the Bear) ist ein Bilderbuch der britischen Autorin Sarah Hayes, das 1986 mit Illustrationen von Helen Craig beim Verlag Walker Books veröffentlicht wurde. Die deutsche Erstausgabe in einer Übersetzung von Hildegard Krahé erschien im selben Jahr beim Lappan Verlag. Die Abenteuer rund um den Teddybären Fred wurden von der Autorin in den Büchern This Is the Bear and the Picnic Lunch (1988), This Is the Bear and the Scary Night (1992) und This Is the Bear and the Bad Little Girl (1995) fortgesetzt.

## Inhalt
Ein kleiner Junge ist der Besitzer eines Hundes und eines Teddybären namens Fred. Der Hund findet offenbar, dass Fred von seinem Herrchen zu viel Aufmerksamkeit zuteilwird, und entsorgt Fred kurzerhand in der Mülltonne. Der Junge sieht gerade noch, wie die Müllmänner seinen geliebten Teddybären abholen, kann sie aber nicht mehr stoppen. Fred landet auf der Mülldeponie, zu der der Junge und sein Hund kurz darauf per Bus aufbrechen. Dort angekommen fordert der Junge einen Müllmann auf, nach Fred zu suchen. Missmutig stöbert dieser im Müll herum, doch es ist der Hund, der – nachdem er zuvor noch einen Knochen gefunden hat – schließlich Fred entdeckt. Der mürrische Müllmann bringt die Drei daraufhin mit seinem Laster nach Hause, wo Fred ein Bad bekommt. Den anderen Spielsachen verrät er nicht, wo er seinen Tag verbracht hat. Sehr zur Überraschung des Jungen möchte Fred im Bett seines Herrchens schließlich wissen, wann sie das nächste Mal wieder einen Ausflug machen würden.

## Rezeption
Helen Jones schreibt in ihrer Buchrezension: „Kinder (und ihre Eltern) lieben diese einfache Geschichte mit dem beruhigenden Happy End. Sarah Hayes’ rhythmische Zweizeiler und die repetitive Struktur helfen jungen Lesern, sich den Text rasch zu merken und die Handlung zu antizipieren. Helen Craig – bekannt durch ihre Reihe über Ballettmaus Angelina Ballerina – liefert warme, nachdenkliche und lustige Illustrationen dazu. In Sprechblasen kann der Leser die Gedanken aller Figuren verfolgen – vom Hund, der denkt, er sein ein Held, weil er Fred gefunden hat, bis zum Müllmann, der denkt, er müsse verrückt sein, die Dreierbande nach Hause zu fahren.“ Der Guardian schreibt: „Obwohl das Buch nicht speziell dafür geschrieben wurde, Kindern das Lesen beizubringen, ist es durch seine gereimte, sich wiederholende Sprache mit leicht zu lesenden Sprechblasen ideal dafür geeignet.“ und The Independent befindet: „Eine mitreißende Geschichte, wunderschön erzählt, im beschwingten Rhythmus … der den Anfänger ermutigt.“

## Referenzen
Der Bär, der verlorenging ist in dem literarischen Nachschlagewerk 1001 Kinder- und Jugendbücher – Lies uns, bevor Du erwachsen bist! für die Altersstufe 3+ Jahre enthalten.

## Ausgaben
- This Is the Bear. Walker Books, UK 1986 (englisch).
- Der Bär, der verlorenging. Lappan, 1986.